# عصر الملوك
عصر الملوك هو مسلسل مقتبس من خمسة عشر جزءًا من ثماني مسرحيات تاريخية متسلسلة لويليام شكسبير ( ريتشارد الثاني ، هنري الرابع الأول ، هنري الرابع الثاني ، هنري الخامس، هنري السادس الأول، هنري السادس الثاني ، هنري السادس الثالث وريتشارد الثالث )، أنتج وبث في بريطانيا بواسطة هيئة الإذاعة البريطانية في عام 1960. استضاف فرانك باكستر ، أستاذ جامعة جنوب كاليفورنيا ، البث الأمريكي للمسلسل في العام التالي، حيث قدم مقدمة لكل حلقة مصممة خصيصًا للجمهور الأمريكي. في ذلك الوقت، كان العرض هو أكثر التعديلات التلفزيونية الشكسبيرية طموحًا على الإطلاق وحقق نجاحًا نقديًا وتجاريًا في كل من المملكة المتحدة والولايات المتحدة. تم عرض جميع الحلقات على الهواء مباشرة، وتم تسجيلها تلفزيونيًا أثناء بثها الأصلي.

## مقدمة
نشأت فكرة المسلسل في عام 1959 مع بيتر ديوز، وهو منتج ومخرج مخضرم في هيئة الإذاعة البريطانية، استلهمها من إنتاج أخرجه أنطوني كوايل عام 1951 لسلسلة "هينرياد" على مسرح رويال، ومن عرض ثلاثي الأجزاء لمسرحية "هنري السادس" أخرجه دوغلاس سيل عام 1953 بفرقة مسرحية تناوبية في مسرح برمنغهام الريبرتوري، ولاحقًا على مسرح أولد فيك.
في ذلك الوقت، كان مسلسل "عصر الملوك" أكثر مشاريع شكسبير طموحًا من حيث المفهوم، إذ تضمن أكثر من 600 دور ناطق، واحتاج إلى ثلاثين أسبوعًا من البروفات قبل العرض.
بلغت كلفة كل حلقة نحو 4000 جنيه إسترليني.
قام إريك كروزير بتعديل نصوص المسرحيات الثماني إلى حلقات مدتها ستون أو سبعون أو خمس وسبعون أو ثمانون دقيقة، بحيث تتوافق كل حلقة تقريبًا مع نصف كل مسرحية. والاستثناء الوحيد لذلك كان "الجزء الأول من هنري السادس"، حيث خُصصت له حلقة واحدة فقط مدتها ساعة.
استعان بيتر ديوز بمعظم طاقم الممثلين من مسرح أولد فيك، مستخدمًا العديد من الممثلين الذين شاركوا في إنتاج دوغلاس سيل، وإن كانوا في أدوار مختلفة (على سبيل المثال، بول دانيمان الذي أدى دور "هنري السادس" في عرض سيل، أدى دور "ريتشارد الثالث" في مسلسل "عصر الملوك"). كما استعان ديوز أيضًا بممثلين سبق أن عمل معهم أثناء إخراجه لعروض طلابية في جامعة أكسفورد. وأسند مهمة الإخراج إلى مساعده، مايكل هايز.
كان من المخطط أن يكون المسلسل أول إنتاج يُعرض في مركز هيئة الإذاعة البريطانية الجديد في لندن، لكن عندما افتُتحت الاستوديوهات، لم يكن المسلسل جاهزًا بعد، فتم بثه بدلًا من ذلك من استوديوهات ريفرسايد في هامرسميث.
وصف بيتر ديوز الديكور بأنه "هيكل دائم كبير؛ منصات، درجات، ممرات، أعمدة وحدائق، ستستوعب معظم أحداث المسرحيات، ورغم واقعيّتها الظاهرية، فإنها لن تبتعد كثيرًا عن ’المنصة غير الجديرة‘ التي أشار إليها شكسبير".
تم تصوير العمل بالكامل باستخدام أربع كاميرات تعمل في آنٍ واحد. أما في مشاهد المعارك، فقد استُخدم ما يُعرف بـ"السيكلوراما" كخلفية، وتم إخفاؤها بالدخان. وقد صُوّرت معظم مشاهد المسلسل بلقطات متوسطة وقريبة.
وقد بُثّت الحلقات الخمس عشرة كلها على الهواء مباشرة، كما تم أيضًا إعداد "تسجيل تلفزيوني" للمسلسل.
انتهت العديد من الحلقات بما يشبه "التشويقات" الصامتة للحلقة التالية، دون حوار. فعلى سبيل المثال، تنتهي حلقة "خلع الملك" بلقطة تُظهر خنجر نورثمبرلاند مغروزًا في أوراق هنري الرابع، في تلميح بصري لثورته اللاحقة. وتنتهي حلقة "علامات الحرب" بلقطة ليافطة مكتوب عليها "أجينكور"، في تلميح إلى المعركة التي ستقع في الحلقة التالية. أما حلقة "الشمس المتألقة"، فتنتهي بمشهد لـ جورج، دوق كلارنس، وهو يوشك على السقوط في وعاء من النبيذ، لكن أخاه ريتشارد ينقذه، ثم ينظر ريتشارد بخبث إلى الكاميرا ويبتسم، في إشارة إلى جريمة القتل التي سيرتكبها لاحقًا. وتنتهي حلقة "الأخ الخطر" بمشهد لـ ريتشارد وهو يراقب الأميرين النائمين في البرج، ثم يبتسم لنفسه ويطفئ شمعة، في إشارة أخرى إلى نواياه القاتلة.
وقد علّق مدير الدراما في هيئة الإذاعة البريطانية، مايكل باري، على هذه "التشويقات" بقوله: "تُضاف غاية أقوى للسرد عندما يُرى بشكل كامل، فنتمكن من التطلع إلى ما سيحدث لاحقًا".
حققت السلسلة نجاحًا كبيرًا، إذ بلغ متوسط عدد المشاهدين في المملكة المتحدة ثلاثة ملايين مشاهد. وأشادت صحيفة ذا تايمز بالإنتاج واصفةً إياه بأنه "عمل ضخم؛ علامة بارزة في تقليد هيئة الإذاعة البريطانية في تقديم أعمال شكسبير".
فازت السلسلة بجائزة نقابة المخرجين البريطانيين عن "التميّز في الإخراج"، وكذلك بجائزة بيبودي في الولايات المتحدة.
وقد تبِعها عمل آخر بعنوان "امتداد النسر"، ضم مسرحيات شكسبير الرومانية، إلا أنه لم يحقق النجاح نفسه.

### بث الولايات المتحدة
بعد عرض أول على محطة دبليو إن إي دبليو التجارية المستقلة في مدينة نيويورك بدءًا من 10 كانون الثاني 1961، استحوذت الشبكة العامة للتلفزيون في الولايات المتحدة، التلفزيون الوطني التعليمي، على المسلسل عبر المركز الوطني للتلفزيون والإذاعة التعليمية، بدعم مالي من شركة همبل أويل آند ريفاينينغ (وكان هذا البرنامج أول مسلسل غير تجاري يُوزَّع على المستوى الوطني يتلقى دعمًا من مصدر تجاري).
بلغت كلفة المشروع 250,000 دولار، وقد دفعت شركة همبل أويل ثمن حقوق البث الوطنية، إضافة إلى كافة تكاليف الترويج.
روّج المركز الوطني للتلفزيون والإذاعة التعليمية للعرض بناءً على قيمته التعليمية بدلاً من قيمته الترفيهية، واصفًا إياه بأنه "تجربة في الفهم التاريخي والثقافي"، ومضيفًا: "بقدر ما نستطيع، ستُشرح الظواهر الثقافية الخاصة بالزمن والبيئة، وستُستكشَف المواضيع المهمة حيثما كان ذلك مناسبًا".
قدّم فرانك باكستر، الحائز على جائزة إيمي وأستاذ شكسبير في جامعة كاليفورنيا الجنوبية، تعليقًا حول الخلفيات التاريخية والجغرافية والنَسَبية للمسرحيات.
عُرضت الحلقة الأولى في 20 تشرين الأول 1961 على ستين محطة تلفزيونية غير تجارية كانت تعمل حينها، وقد لاقى المسلسل نجاحًا كبيرًا لدى الجمهور والنقّاد؛ إذ وصفته صحيفة هيرالد تريبيون النيويوركية بأنه "بلا شك واحد من أروع إنتاجات الموسم التلفزيوني"، بينما كتبت صحيفة نيويورك تايمز: "مهما قيل عن أخلاق هؤلاء النبلاء، فإنهم يقدمون ترفيهًا رائعًا".
وبصفته أول نجاح ساحق للتلفزيون العام، مهّد هذا المسلسل الطريق للعديد من الأعمال الدرامية البريطانية الناجحة لاحقًا.
عُرض المسلسل أيضًا في العديد من الدول الأخرى، ولقي استحسانًا كبيرًا. على سبيل المثال، في أستراليا، بُثّ على قناة ABC ابتداءً من أكتوبر 1961، وحظي بمراجعات إيجابية.  وفي كندا، بدأ عرض المسلسل في تشرين الأول 1963.   وفي ألمانيا الغربية، عُرض على قناة WDR في الفترة من 1967 إلى 1968.  وفي هولندا، عُرض على قناة NCRV ابتداءً من يناير 1966، وحظي بمراجعات إيجابية أيضًا.  

## الحلقات

### "التاج المجوف"

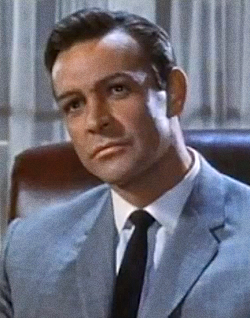
شون كونري في فيلم مارني (1964) للمخرج ألفريد هيتشكوك. كان كونري ممثلًا غير معروف نسبيًا عندما اختير لدور هنري "هوتسبير" بيرسي في فيلم "عصر الملوك".

- تم الإرسال لأول مرة: 28 أبريل 1960
- مدة العرض: 60 دقيقة
- المحتوى: ريتشارد الثاني الفصل الأول والثاني والفصل الثالث، المشهد الأول والثاني (حتى اعتراف ريتشارد بالهزيمة على الرغم من احتجاجات كارلايل ، سكروب وأوميرلي ).

- ديفيد ويليام في دور الملك ريتشارد الثاني
- إدغار ريفورد في دور جون أوف غونت
- توم فليمنغ في دور هنري بولينغبروك
- نويل جونسون في دور دوق نورفولك
- ديفيد أندروز في دور السير جون بوشي
- تيرينس لودج في دور السير وليم باغوت
- جيروم ويليس في دور السير هنري غرين
- جوليان غلوفر في دور اللورد مارشال
- جون غرينوود في دور دوق أوومرل
- جيفري بايلدون في دور دوق يورك
- جولييت كوك في دور الملكة
- جورج أ. كوبر في دور إيرل نورثمبرلاند
- آلان رو في دور اللورد روس
- غوردون غوستيلو في دور اللورد ويلوبي
- براين سميث في دور خادم
- شون كونري في دور هاري بيرسي
- جون رينغهام في دور اللورد بيركلي
- فرانك ويندزور في دور أسقف كارلايل
- ليون شيبردسون في دور إيرل سالزبوري
- باتريك غارلاند في دور السير ستيفن سكرووب

### "خلع الملك"
- تم الإرسال لأول مرة: 12 مايو 1960
- مدة العرض: 60 دقيقة

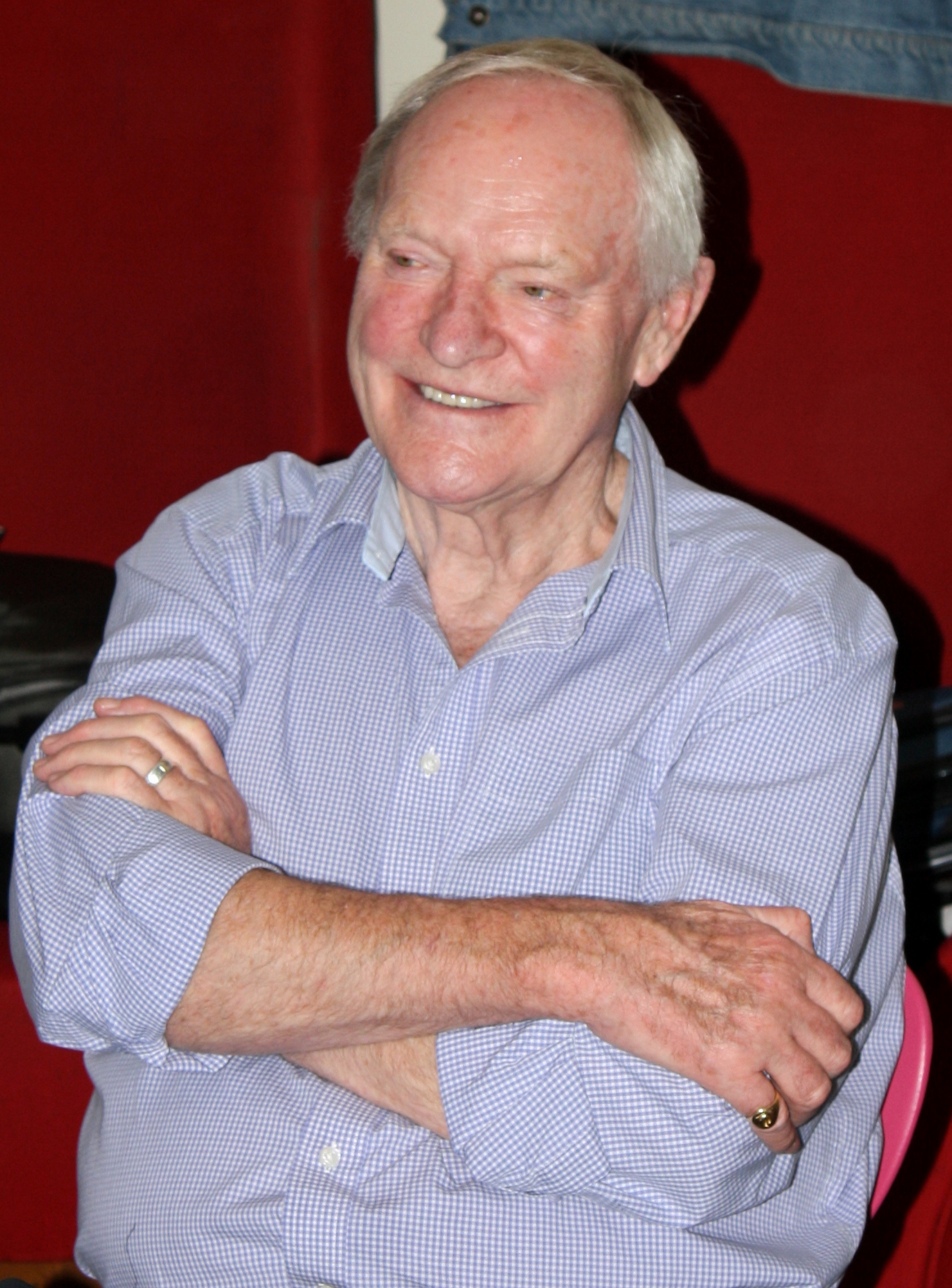
جوليان جلوفر في عام 2011. مثل العديد من الممثلين، لعب جلوفر شخصيات متعددة عبر المسلسل بأكمله، وظهر في جميع الحلقات باستثناء حلقة واحدة.

- المحتوى: ريتشارد الثاني من الفصل الثالث، المشهد الثالث وما بعده (يبدأ مع يورك وهو يوبخ نورثمبرلاند لعدم إشارته إلى ريتشارد باعتباره "الملك").

- توم فليمنغ في دور هنري بولينغبروك
- جورج أ. كوبر في دور إيرل نورثمبرلاند
- جيفري بايلدون في دور دوق يورك
- شون كونري في دور هاري بيرسي
- ديفيد ويليام في دور الملك ريتشارد الثاني
- جون غرينوود في دور دوق أوومرل
- جولييت كوك في دور الملكة
- ماجي بارتون في دور سيّدة
- إيلين أتكينز في دور سيّدة
- غوردون غوستيلو في دور البستاني
- تيرينس لودج في دور خادم
- فرانك ويندزور في دور أسقف كارلايل
- مايكل غراهام كوكس في دور رئيس دير وستمنستر
- ماري لو في دور دوقة يورك
- روبرت لانغ في دور السير بيرس أوف إكستون
- أنتوني ڤالنتاين في دور خادم
- جوليان غلوفر في دور السائس
- مايكل غراهام كوكس في دور الحارس

### "تمرد من الشمال"
- تم الإرسال لأول مرة: 26 مايو 1960
- مدة العرض: 80 دقيقة
- المحتوى: 1 هنري الرابع الفصلان الأول والثاني (حتى الأمير هال الذي عبر عن ازدرائه للحرب).

- توم فليمنغ في دور الملك هنري الرابع
- جوليان غلوفر في دور إيرل ويستمورلاند
- فرانك ويندزور في دور السير وولتر بلنت
- باتريك غارلاند في دور جون أوف لانكستر
- روبرت هاردي في دور هنري، أمير ويلز
- فرانك بيتينجيل في دور السير جون فالستاف
- براين سميث في دور بوينز
- جيفري بايلدون في دور إيرل وورسيستر
- جورج أ. كوبر في دور إيرل نورثمبرلاند
- شون كونري في دور هوتسبر
- جيروم ويليس في دور ناقل البضائع
- مايكل غراهام كوكس في دور ناقل البضائع
- كينيث فارينغتون في دور غادشيل
- غوردون غوستيلو في دور باردولف
- تيرينس لودج في دور بيتو
- باتريشيا هينيغان في دور الليدي بيرسي
- ديريك وير في دور الخادم
- تيموثي هارلي في دور فرانسيس
- جون رينغهام في دور ساقي الخمر
- أنجيلا بادلي في دور السيدة كويكلي
- روبرت لانغ في دور الشريف

### "الطريق إلى شروزبري"
- تم الإرسال لأول مرة: 9 يونيو 1960
- مدة العرض: 70 دقيقة
- المحتوى: 1 هنري الرابع من الفصل الثالث، المشهد الأول فصاعدًا (يبدأ باجتماع الاستراتيجية بين هوتسبير ومورتيمر وجليندوير ).

- ديفيد أندروز في دور إدموند مورتمير
- شون كونري في دور هوتسبُر
- ويليام سكواير في دور أوين غلينداور
- جيفري بايلدون في دور إيرل وورسيستر
- فاليري غيرون في دور الليدي مورتمير
- باتريشيا هينيغان في دور الليدي بيرسي
- توم فليمنغ في دور الملك هنري الرابع
- روبرت هاردي في دور هنري، أمير ويلز
- فرانك ويندزور في دور السير وولتر بلنت
- فرانك بيتينجيل في دور السير جون فالستاف
- غوردون غوستيلو في دور باردولف
- أنجيلا بادلي في دور السيدة كويكلي
- أندرو فولدز في دور إيرل دوغلاس
- أنتوني ڤالنتاين في دور رسول
- آلان رو في دور السير ريتشارد ڤيرنون
- جوليان غلوفر في دور إيرل ويستمورلاند
- جون موراي-سكوت في دور الرسول الثاني
- إدغار ريفورد في دور رئيس أساقفة يورك
- كينيث فارينغتون في دور السير مايكل
- باتريك غارلاند في دور جون أوف لانكستر

### "المؤامرة الجديدة"

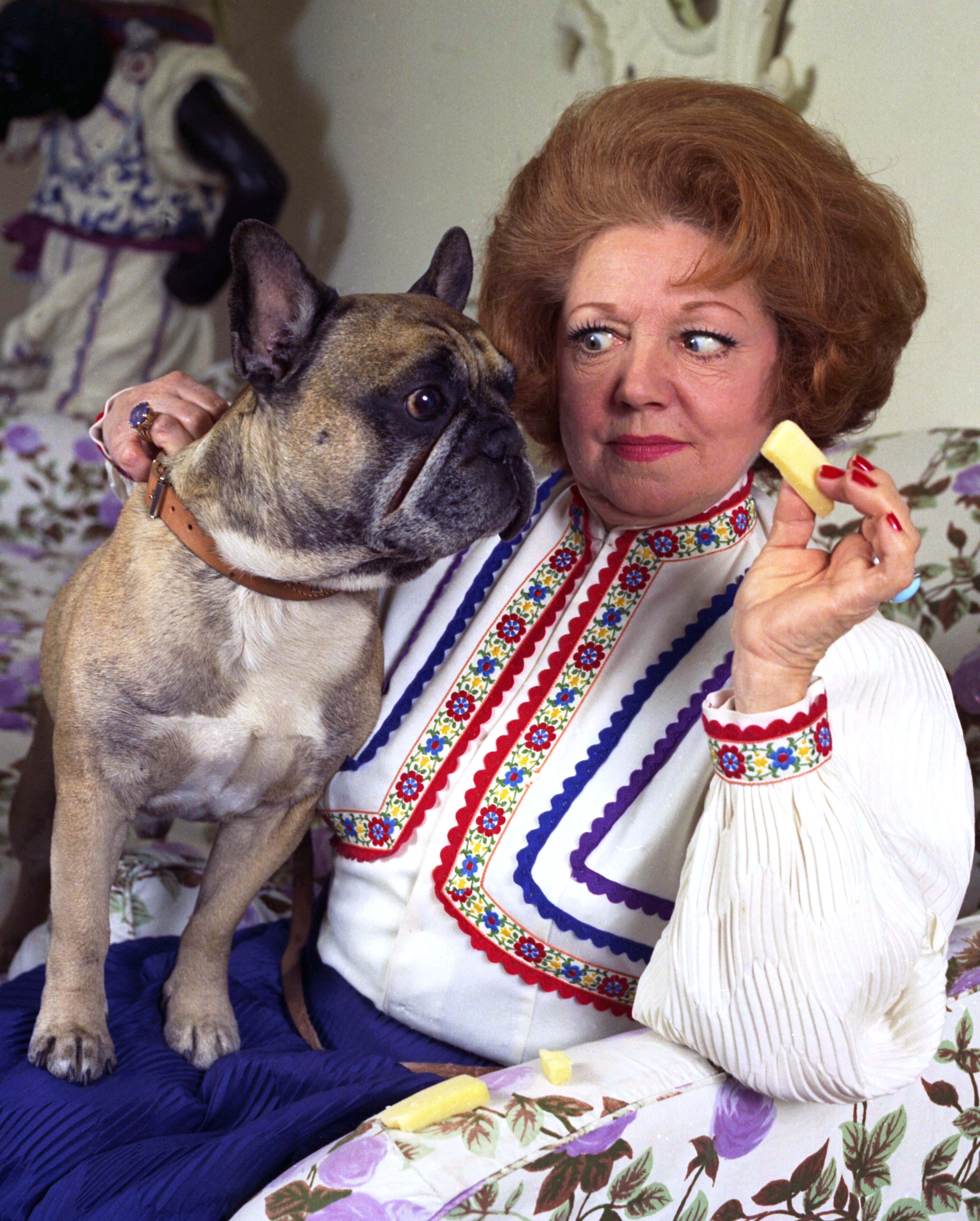
ظهرت هيرمايوني بادلي في حلقة واحدة فقط، حيث لعبت دور دول تيرشيت.

- تم الإرسال لأول مرة: 23 يونيو 1960
- مدة العرض: 60 دقيقة
- المحتوى: 2 هنري الرابع الفصلان الأول والثاني (حتى استدعاء الأمير هال إلى المحكمة).

- ديفيد أندروز في دور اللورد باردولف
- جون رينغهام في دور الحاجب
- جورج أ. كوبر في دور إيرل نورثمبرلاند
- تيرينس لودج في دور ترافيرز
- جيروم ويليس في دور مورتون
- فرانك بيتينجيل في دور السير جون فالستاف
- داين هويل في دور الصبي
- جيفري بايلدون في دور رئيس القضاة
- جون غرينوود في دور الخادم
- إدغار ريفورد في دور رئيس أساقفة يورك
- نويل جونسون في دور توماس موبراي
- روبرت لانغ في دور اللورد هاستينغز
- أنجيلا بادلي في دور السيدة كويكلي
- جون رينغهام في دور فانغ
- آلان رو في دور سنير
- جيريمي بيزلي في دور غاور
- مارغريت كورتني في دور زوجة نورثمبرلاند
- باتريشيا هينيغان في دور الليدي بيرسي
- روبرت هاردي في دور هنري، أمير ويلز
- براين سميث في دور بوينز
- غوردون غوستيلو في دور باردولف
- تيموثي هارلي في دور الساقي
- مايكل غراهام كوكس في دور الساقي
- هيرمايني بادلي في دور دول تيرشيت
- جورج أ. كوبر في دور العجوز بيستول
- تيرينس لودج في دور بيتو

### "الرأس غير مستقر"
- تم الإرسال لأول مرة: 7 يوليو 1960
- مدة العرض: 75 دقيقة
- المحتوى: 2 هنري الرابع من الفصل الثالث، المشهد الأول فصاعدًا (يبدأ بتذكر هنري الرابع لتوقعات ريتشارد الثاني بالحرب الأهلية).

- توم فليمنغ في دور الملك هنري الرابع
- كينيث فارينغتون في دور إيرل وورويك
- ويليام سكواير في دور شالو
- جون وارنر في دور سايلنس
- غوردون غوستيلو في دور باردولف
- داين هويل في دور الصبي
- فرانك بيتينجيل في دور السير جون فالستاف
- تيرينس لودج في دور مولدي
- ليون شيبردسون في دور شادو
- تيري وايل في دور وارت
- براين سميث في دور فيبل
- فرانك ويندزور في دور بولكالف
- باتريك غارلاند في دور الأمير جون من لانكستر
- جوليان غلوفر في دور إيرل ويستمورلاند
- إدغار ريفورد في دور رئيس أساقفة يورك
- نويل جونسون في دور توماس موبراي
- روبرت لانغ في دور اللورد هاستينغز
- جون رينغهام في دور همفري أوف غلوستر
- جون غرينوود في دور توماس أوف كلارنس
- آلان رو في دور هاركورت
- روبرت هاردي في دور هنري، أمير ويلز
- جيفري بايلدون في دور رئيس القضاة
- مايكل غراهام كوكس في دور ديفي
- جورج أ. كوبر في دور العجوز بيستول
- ديريك وير في دور السائس
- أنتوني ڤالنتاين في دور السائس
- ويليام سكواير في دور الخاتمة

### "علامات الحرب"

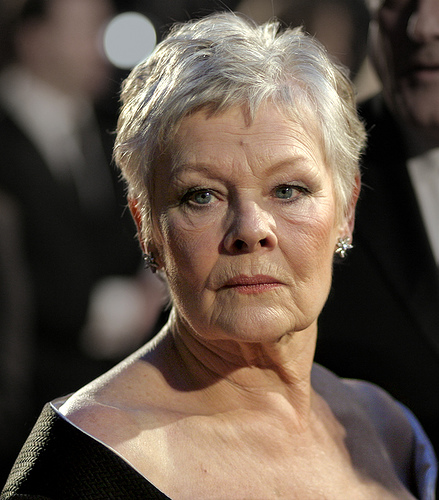
كانت جودي دينش بالفعل ممثلة شكسبيرية مشهورة عندما تم اختيارها لدور كاثرين من فالوا.

- تم الإرسال لأول مرة: 21 يوليو 1960
- مدة العرض: 60 دقيقة
- المحتوى: هنري الخامس الفصل الأول والثاني والثالث (حتى شوق الفرنسيين إلى ما شعروا أنه سيكون نصراً سهلاً في أجينكور ).

- ويليام سكواير في دور الجوقة
- روبرت هاردي في دور الملك هنري الخامس
- نويل جونسون في دور دوق إكسيتر
- جوليان غلوفر في دور إيرل ويستمورلاند
- سيريل لوكهام في دور رئيس أساقفة كانتربري
- ليون شيبردسون في دور رامبيور
- فرانك ويندزور في دور إيرل كامبريدج
- براين سميث في دور اللورد سكرووب
- توني غارنيت في دور السير توماس غراي
- أنتوني ڤالنتاين في دور المرسل الإنجليزي
- غوردون غوستيلو في دور باردولف
- ديفيد أندروز في دور نايم
- جورج أ. كوبر في دور بيستول
- أنجيلا بادلي في دور السيدة كويكلي
- تيموثي هارلي في دور الفتى
- باتريك غارلاند في دور دوق بيدفورد
- جون رينغهام في دور دوق غلوستر
- آلان رو في دور ملك فرنسا
- جون وارنر في دور الدوفان
- جورج سيلواي في دور كونستابل فرنسا
- تيرينس لودج في دور رسول
- جيروم ويليس في دور دوق أورليان
- أدريان براين في دور دوق بوربون
- ستيفاني بيدميد في دور ملكة فرنسا
- جودي دنش في دور كاثرين
- إيفون كوليت في دور أليس
- كينيث فارينغتون في دور فلويلين
- جيريمي بيزلي في دور غاور
- جوبي بلانشارد في دور جيمي
- مايكل غراهام كوكس في دور ماكماوريس
- روبرت لانغ في دور مونجوي

### "فرقة الإخوة"
- تم الإرسال لأول مرة: 4 أغسطس 1960
- مدة العرض: 60 دقيقة
- المحتوى: هنري الخامس من الفصل الرابع، المشهد 0 فصاعدًا (يبدأ بالكورال الذي يصف مراقبة هنري السرية لمعسكره).

- ويليام سكواير في دور الجوقة
- روبرت هاردي في دور الملك هنري الخامس
- جون رينغهام في دور دوق غلوستر
- باتريك غارلاند في دور دوق بيدفورد
- غوردون غوستيلو في دور السير توماس إيربنغهام
- جورج أ. كوبر في دور بيستول
- جيريمي بيزلي في دور غاور
- كينيث فارينغتون في دور فلويلين
- تيري وايل في دور كورت
- توني غارنيت في دور بيتس
- فرانك ويندزور في دور ويليامز
- جوبي بلانشارد في دور جيمي
- مايكل غراهام كوكس في دور ماكماوريس
- جيروم ويليس في دور دوق أورليان
- جون وارنر في دور الدوفان
- جورج سيلواي في دور كونستابل فرنسا
- ليون شيبردسون في دور رامبيور
- تيرينس لودج في دور لو فير
- أدريان براين في دور دوق بوربون
- جوليان غلوفر في دور إيرل ويستمورلاند
- نويل جونسون في دور دوق إكسيتر
- ديفيد أندروز في دور إيرل سالزبوري
- روبرت لانغ في دور مونجوي
- جون غرينوود في دور دوق يورك
- تيموثي هارلي في دور الفتى
- أنتوني ڤالنتاين في دور المرسل الإنجليزي
- آلان رو في دور ملك فرنسا
- ستيفاني بيدميد في دور ملكة فرنسا
- إدغار ريفورد في دور دوق بورغندي
- جودي دنش في دور كاثرين

- إيفون كوليت في دور أليس

### "الوردة الحمراء والبيضاء"
- تم الإرسال لأول مرة: 25 أغسطس 1960
- مدة العرض: 60 دقيقة
- المحتوى: نسخة مختصرة للغاية من 1 هنري السادس .
- التعديلات : بما أن هذه الحلقة هي الوحيدة في المسلسل التي تُقتبس مسرحية كاملة، فإن الحذف هنا أكثر سخاءً من أي حلقة أخرى. الفرق الأبرز هو الحذف الكامل لشخصية تالبوت ، بطل المسرحية المفترض. كما حُذفت شخصيتا بورغندي وإدموند مورتيمر ، وحُذف الحوار بشكل كبير من جميع المشاهد. حُذفت أيضًا جميع مشاهد المعارك في فرنسا، وتُركز الحلقة بشكل شبه كامل على التفكك السياسي في إنجلترا.

- باتريك غارلاند في دور دوق بيدفورد
- جون رينغهام في دور دوق غلوستر
- نويل جونسون في دور دوق إكسيتر
- روبرت لانغ في دور كاردينال وينشستر
- جون غرينوود في دور رسول
- تيري وايل في دور رسول
- جون موراي-سكوت في دور رسول
- جيروم ويليس في دور الدوفان
- أنتوني ڤالنتاين في دور دوق ألانسون
- جون وارنر في دور رينييه
- ديفيد أندروز في دور ابن غير شرعي لأورليان
- إيلين أتكينز في دور جان لا بوسيل
- جوليان غلوفر في دور الحارس
- جيريمي بيزلي في دور الحارس
- تيموثي هارلي في دور خادم
- ديريك وير في دور خادم
- كينيث فارينغتون في دور خادم
- ليون شيبردسون في دور وودڤيل
- مايكل غراهام كوكس في دور عمدة المدينة
- جاك ماي في دور دوق يورك
- إدغار ريفورد في دور إيرل سوفولك
- آلان رو في دور دوق سومرست
- فرانك ويندزور في دور إيرل وورويك
- توني غارنيت في دور فيرنون
- جون غرينوود في دور محامٍ
- تيري سكالي في دور الملك هنري السادس
- ماري موريس في دور مارغريت
- مايكل غراهام كوكس في دور الراعي
- باربرا غرايمز في دور راقصة

### "سقوط الحامي"

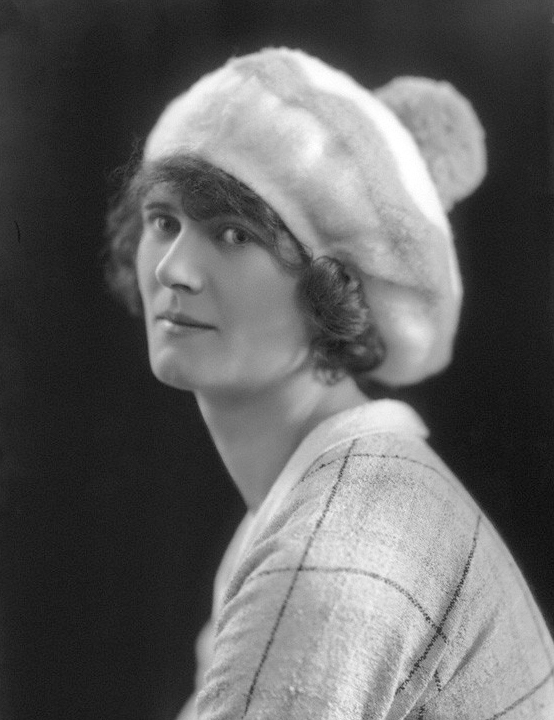
نان ماريوت واتسون في عام 1922. ظهرت في حلقة واحدة، حيث لعبت دور " الأم جوردان ".

- تم الإرسال لأول مرة: 8 سبتمبر 1960
- مدة العرض: 60 دقيقة
- المحتوى: 2 هنري السادس الفصل الأول والثاني والفصل الثالث، المشهد الأول (حتى مونولوج يورك بشأن حقيقة أنه أصبح لديه الآن قوات تحت تصرفه وكشفه عن خططه لاستخدام جاك كيد لتحريض تمرد شعبي).
- التعديلات: بيتر ثامب لا يقتل توماس هورنر أثناء القتال؛ بل يجبره على الاعتراف بالجلوس عليه، ويتم القبض على هورنر على الفور.

- إدغار ريفورد في دور دوق سوفولك
- تيري سكالي في دور الملك هنري السادس
- ماري موريس في دور مارغريت
- جون رينغهام في دور دوق غلوستر
- روبرت لانغ في دور الكاردينال بوفورت
- غوردون غوستيلو في دور إيرل سالزبوري
- فرانك ويندزور في دور إيرل وورويك
- جاك ماي في دور دوق يورك
- كينيث فارينغتون في دور دوق باكنغهام
- آلان رو في دور دوق سومرست
- نانسي جاكسون في دور دوقة غلوستر
- جون غرينوود في دور رسول
- باتريك غارلاند في دور جون هيوم
- ديفيد أندروز في دور مقدّم عريضة
- أنتوني ڤالنتاين في دور مقدّم عريضة
- ديريك وير في دور بيتر
- جوليان غلوفر في دور صانع دروع
- تيرينس لودج في دور بولينغبروك
- جيريمي بيزلي في دور ساوثويل
- نان ماريوت-واتسون في دور الأم جوردان
- جون موراي-سكوت في دور روح
- تيموثي هارلي في دور مواطن
- جون وارنر في دور سيمكوكس
- أودري نوبل في دور زوجة سيمكوكس
- جيروم ويليس في دور العمدة
- ليون شيبردسون في دور الشرطي القضائي
- توني غارنيت في دور جار
- أنتوني ڤالنتاين في دور جار
- تيري وايل في دور جار
- تيموثي هارلي في دور متدرّب
- جون غرينوود في دور متدرّب
- جيفري ويكهام في دور الشريف
- جيروم ويليس في دور السير جون ستانلي
- توني غارنيت في دور رسول

### "الرعاع من كينت"

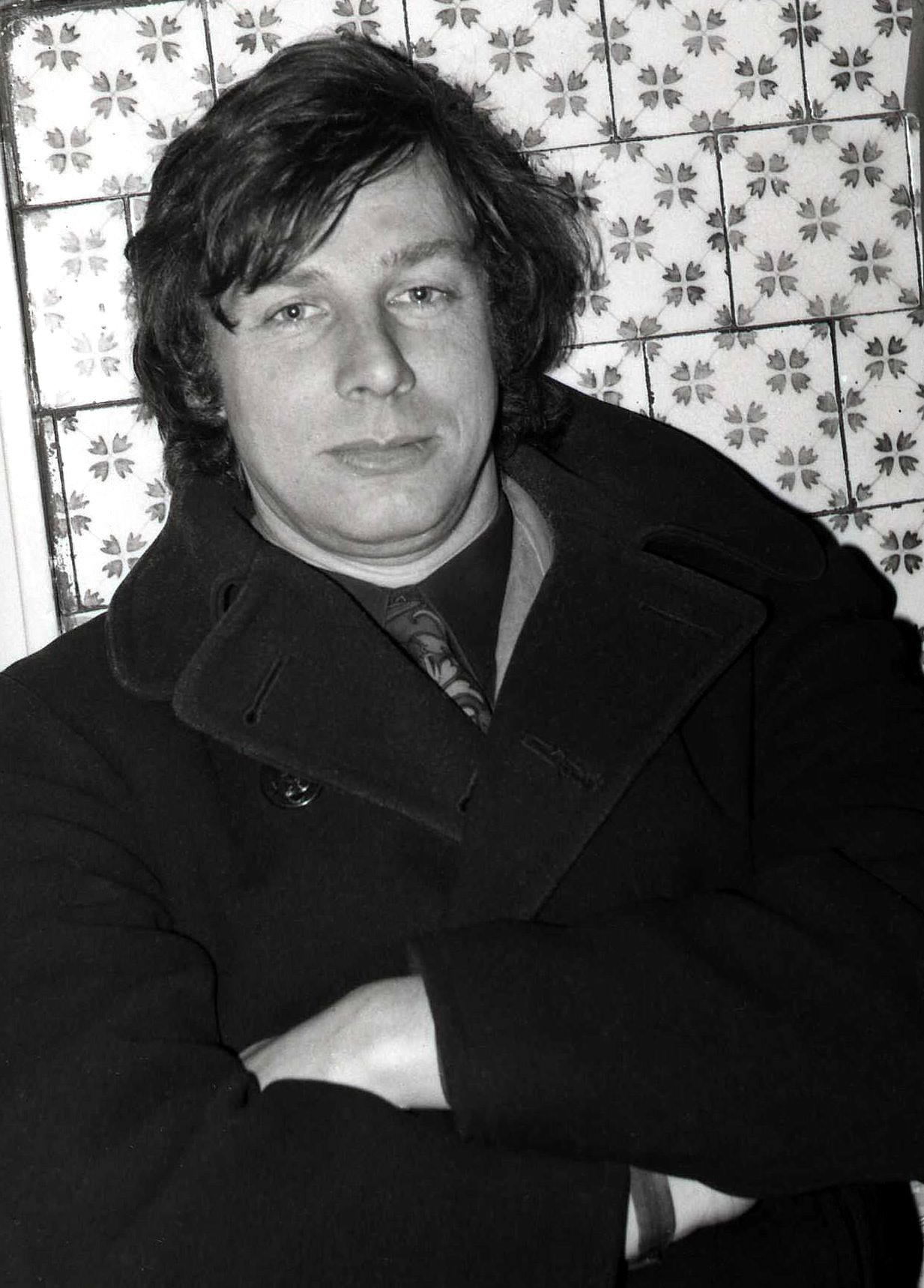
باتريك جارلاند في عام 1969. بعد أن لعب الدور المهم لشقيق هنري الخامس، جون، دوق بيدفورد في الحلقات الأولى، لعب جارلاند الدور المهم بنفس القدر لشقيق ريتشارد الثالث ، جورج، دوق كلارنس في الحلقات اللاحقة.

- تم الإرسال لأول مرة: 22 سبتمبر 1960
- مدة العرض: 60 دقيقة
- المحتوى: 2 هنري السادس من الفصل الثالث، المشهد الثاني فصاعدًا (بدءًا بقتل دوق غلوستر ).
- التعديلات: يُعرض مقتل غلوستر، بينما في النص، يحدث خارج المسرح. تُقدّم شخصيتا جورج بلانتاجنت وإدموند بلانتاجنت قبيل معركة سانت ألبانز الأولى ، بينما في النص، لا تُقدّم أيٌّ من الشخصيتين حتى مسرحية هنري السادس الثالثة (إدموند في الفصل الأول، المشهد الثالث؛ جورج في الفصل الثاني، المشهد الثاني). بالإضافة إلى ذلك، يُؤدّي إدموند دور ممثل بالغ، بينما في النص، هو طفل. يُقتل باكنغهام على الشاشة. في النص، يبقى مصيره مجهولاً حتى الأسطر الافتتاحية لمسرحية هنري السادس الثالثة ، حيث يُكشف أنه قُتل على يد إدوارد .

- جون رينغهام في دور دوق غلوستر
- تيرينس لودج في دور القاتل
- أدريان براين في دور القاتل
- باتريك غارلاند في دور القاتل
- إدغار ريفورد في دور دوق سوفولك
- تيري سكالي في دور الملك هنري السادس
- ماري موريس في دور الملكة مارغريت
- روبرت لانغ في دور الكاردينال بوفورت
- آلان رو في دور دوق سومرست
- فرانك ويندزور في دور إيرل وورويك
- غوردون غوستيلو في دور إيرل سالزبوري
- جون موراي-سكوت في دور فو
- ديفيد أندروز في دور قائد سفينة
- جون رينغهام في دور القبطان
- ديريك وير في دور مساعد القبطان
- جون غرينوود في دور رجل نبيل
- جيريمي بيزلي في دور رجل نبيل
- أدريان براين في دور وولتر ويتمور
- تيموثي هارلي في دور جورج بيفيس
- توني غارنيت في دور جون هولاند
- إسموند نايت في دور جاك كيد
- أنتوني ڤالنتاين في دور ديك الجزار
- تيرينس لودج في دور سميث النسّاج
- تيري وايل في دور الكاتب
- باري جاكسون في دور مايكل
- ليون شيبردسون في دور السير همفري ستافورد
- جون موراي-سكوت في دور شقيق ستافورد
- كينيث فارينغتون في دور دوق باكنغهام
- جون وارنر في دور اللورد ساي
- جون غرينوود في دور رسول
- جيريمي بيزلي في دور رسول
- ديريك وير في دور جندي
- جون باركروفت في دور اللورد كليفورد
- جيروم ويليس في دور كليفورد الشاب
- جيفري ويكهام في دور ألكسندر آيدن
- جاك ماي في دور دوق يورك
- جوليان غلوفر في دور إدوارد
- باتريك غارلاند في دور جورج
- بول دانيمان في دور ريتشارد
- تيري وايل في دور إدموند

### "حرب الصباح"
- تم الإرسال لأول مرة: 6 أكتوبر 1960
- مدة العرض: 60 دقيقة
- المحتوى: 3 هنري السادس الفصل الأول والثاني والفصل الثالث، المشهد الأول والثاني (حتى مونولوج ريتشارد حيث يقسم على الحصول على التاج).
- تعديلات: أدّى ممثل بالغ دور إدموند، إيرل روتلاند، بينما في النص، كان طفلاً. إضافةً إلى ذلك، كانت مارغريت حاضرةً أثناء مقتله، ونراها تمسح دمه على منديلها الذي أعطته لاحقًا ليورك؛ أما في النص، فلم تشهد مارغريت جريمة القتل. خلال معركة تووتون ، قاتل ريتشارد كليفورد وقتله، بينما في النص، كانا يتقاتلان، لكن كليفورد هرب وأصيب بجروح قاتلة خارج المسرح عندما أصابه سهم.

- فرانك ويندزور في دور إيرل وورويك
- جاك ماي في دور دوق يورك
- جوليان غلوفر في دور إدوارد الرابع
- باتريك غارلاند في دور جورج، دوق كلارنس
- بول دانيمان في دور ريتشارد، دوق غلوستر
- أدريان براين في دور مركيز مونتاغو
- جيفري ويكهام في دور دوق نورفولك
- تيري سكالي في دور الملك هنري السادس
- كينيث فارينغتون في دور إيرل نورثمبرلاند
- جيروم ويليس في دور اللورد كليفورد
- ليون شيبردسون في دور إيرل ويستمورلاند
- تيرينس لودج في دور دوق إكسيتر
- ماري موريس في دور الملكة مارغريت
- جون غرينوود في دور أمير ويلز
- ديريك وير في دور غابرييل
- أنتوني ڤالنتاين في دور السير جون مورتمر
- تيري وايل في دور رتلاند
- جون موراي-سكوت في دور رسول
- توني غارنيت في دور رسول
- ديفيد أندروز في دور الابن
- جون رينغهام في دور الأب
- تيموثي هارلي في دور سينكلو
- جون وارنر في دور همفري
- جين وينهام في دور الليدي إليزابيث غراي
- جيريمي بيزلي في دور نبيل

### "الشمس في روعة"
- تم الإرسال لأول مرة: 20 أكتوبر 1960
- مدة العرض: 60 دقيقة
- المحتوى: 3 هنري السادس من الفصل الثالث، المشهد الثالث وما بعده (يبدأ بزيارة مارغريت إلى لويس الحادي عشر ملك فرنسا ).
- التعديلات: تم إنقاذ إدوارد من سجنه على يد ريتشارد واللورد ستافورد ، بينما في المسرحية، تم إنقاذه من قبل ريتشارد واللورد هاستينغز واللورد ستانلي . قُتل واريك خلال معركة بارنيت على يد جورج، بينما في النص، حمله إدوارد إلى المسرح مصابًا بجروح قاتلة. أيضًا، تختلف نهاية الحلقة قليلاً عن نهاية المسرحية. بعد أن أعرب إدوارد عن رغبته في توقف جميع الصراعات، أعقب ذلك احتفال كبير. وبينما تدور الاعتمادات، يقف ريتشارد وجورج جانبًا، وكاد جورج أن ينزلق في برميل من النبيذ، فقط لينقذه ريتشارد. بينما يبتعد جورج، يفكر ريتشارد في صمت ثم يبتسم بخبث للكاميرا.

- جون وارنر في دور الملك لويس الحادي عشر
- تمارا هينتشو في دور الليدي بونا
- ماري موريس في دور الملكة مارغريت
- جون غرينوود في دور إدوارد، أمير ويلز
- روبرت لانغ في دور إيرل أوف أوكسفورد
- فرانك ويندزور في دور إيرل أوف وورويك
- أنتوني ڤالنتاين في دور حامل الرسائل
- بول دانيمان في دور ريتشارد، دوق غلوستر
- باتريك غارلاند في دور جورج، دوق كلارنس
- آلان رو في دور دوق سومرست
- جوليان غلوفر في دور الملك إدوارد الرابع
- جين وينهام في دور الملكة إليزابيث
- جون رينغهام في دور الحارس
- تيموثي هارلي في دور الحارس
- كينيث فارينغتون في دور اللورد ريفرز
- ديفيد أندروز في دور اللورد هاستينغز
- إدغار ريفورد في دور اللورد ستافورد
- ديريك وير في دور الصياد
- تيري سكالي في دور الملك هنري السادس
- غاريث تاندي في دور هنري تيودور، إيرل ريتشموند
- جون موراي-سكوت في دور رسول إلى الملك هنري
- جيفري ويكهام في دور عمدة يورك
- جيروم ويليس في دور السير جون مونتغمري
- تيري وايل في دور جندي
- تيرينس لودج في دور دوق إكسيتر
- تيموثي هارلي في دور رسول إلى وورويك
- جيريمي بيزلي في دور رسول إلى وورويك
- توني غارنيت في دور السير جون سومرفيل
- أدريان براين في دور مركيز مونتاغو
- ليون شيبردسون في دور رسول إلى الملكة مارغريت

### "الأخ الخطير"
- تم الإرسال لأول مرة: 3 نوفمبر 1960
- مدة العرض: 60 دقيقة
- المحتوى: ريتشارد الثالث الفصل الأول والثاني والفصل الثالث، المشهد الأول (حتى وعد ريتشارد باكنغهام بمنحه دوقية هيريفورد).
- تعديلات: لم تُصوَّر شخصية اللورد غراي على أنها ابن الملكة إليزابيث ، بل كأحد أقاربها فقط؛ دورست هو ابنها الوحيد. في النص، على الرغم من وجود بعض الالتباس والتداخل بين الشخصيتين في المشاهد الأولى، إلا أنهما في النصف الثاني من المسرحية يُصوَّران على أنهما ابناها. مع انتهاء المسرحية، يظهر مشهد لريتشارد وهو يراقب الأمراء نائمين؛ وهو مشهد غير موجود في النص.

- بول دانيمان في دور ريتشارد، دوق غلوستر
- باتريك غارلاند في دور جورج، دوق كلارنس
- فرانك ويندزور في دور براكنبري
- ديفيد أندروز في دور اللورد هاستينغز
- جيل ديكسون في دور الليدي آن
- جون غرينوود في دور رجل نبيل
- تيري سكالي في دور الملك هنري السادس
- كينيث فارينغتون في دور إيرل ريفرز
- ليون شيبردسون في دور اللورد غراي
- جين وينهام في دور الملكة إليزابيث
- إدغار ريفورد في دور دوق باكنغهام
- جاك ماي في دور اللورد ستانلي
- ماري موريس في دور الملكة مارغريت
- جون رينغهام في دور كاتسبي
- روبرت لانغ في دور القاتل
- تيري وايل في دور القاتل
- جوليان غلوفر في دور الملك إدوارد الرابع
- أنتوني ڤالنتاين في دور مركيز دورسيت
- آلان رو في دور راتكليف
- ڤيوليت كارسن في دور دوقة يورك
- جيفري ويكهام في دور رئيس أساقفة يورك
- مايكل لويس في دور ريتشارد، دوق يورك
- تيرينس لودج في دور رسول
- هيو جينز في دور الملك إدوارد الخامس
- جون شارب في دور عمدة لندن
- جيروم ويليس في دور الكاردينال بورشيه

### "صيد الخنزير"

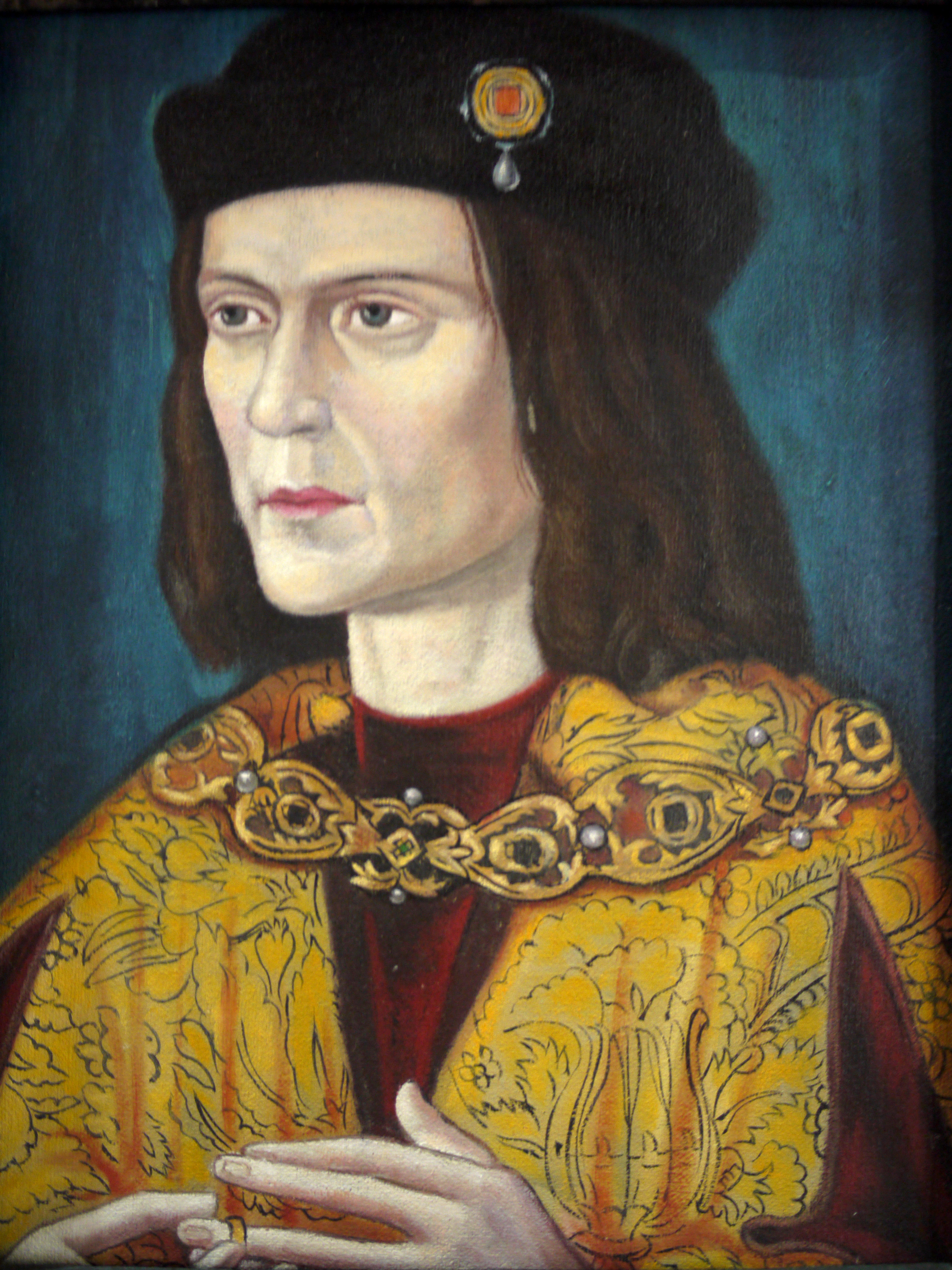
جسّد بول دانمان شخصية ريتشارد الثالث في مسرحية "عصر الملوك ". وفي إنتاجٍ للرباعية عام ١٩٥٣ في مسرح برمنغهام ريبيرتوري بإخراج دوغلاس سيل ، جسّد دانمان دور أحد أسلاف ريتشارد الملكيين، هنري الخامس.

- تم الإرسال لأول مرة: 17 نوفمبر 1960
- مدة العرض: 75 دقيقة
- المحتوى: ريتشارد الثالث من الفصل الثالث، المشهد الأول فصاعدًا (يبدأ بوصول رسول ستانلي إلى منزل هاستينجز).
- التعديلات: قُدِّمَ رثاء الكاتب بشأن عدم قانونية إعدام هاستينج في شكل التماس بينما كان يحاول إقناع مواطنين بالانضمام إليه والتحدث ضد تصرفات ريتشارد؛ في النص، أُلقي خطابه على شكل مونولوج. الكاهنان اللذان يقف بينهما ريتشارد بصفته عمدة المدينة يحثه على أن يصبح ملكًا ليسا كاهنين حقيقيين، بل خادمين يرتديان ملابس الكهنة. عندما اعتلى ريتشارد العرش لأول مرة، تعثر، وطلب من باكنغهام مساعدته في الجلوس على الكرسي؛ لا يوجد مثل هذا المشهد في المسرحية. كما هو الحال في معظم الإصدارات المصورة حتى هذه النقطة (مثل حياة وموت الملك ريتشارد الثالث عام 1912 وريتشارد الثالث للورانس أوليفييه عام 1955)، تظهر الأشباح لريتشارد فقط، بينما في النص تظهر لكل من ريتشارد وريتشموند .

- جون غرينوود في دور رسول
- ديفيد أندروز في دور اللورد هاستينغز
- جون رينغهام في دور السير وليم كاتسبي
- جاك ماي في دور اللورد ستانلي، إيرل ديربي
- جيريمي بيزلي في دور كاهن
- إدغار ريفورد في دور دوق باكنغهام
- آلان رو في دور السير ريتشارد راتكليف
- كينيث فارينغتون في دور إيرل ريفرز
- ليون شيبردسون في دور اللورد غراي
- روبرت لانغ في دور السير توماس فون
- فرانك بيتينجيل في دور أسقف إيلي
- أدريان براين في دور اللورد لوڤل
- بول دانيمان في دور الملك ريتشارد الثالث
- جون شارب في دور عمدة لندن
- تيري وايل في دور ناسخ
- ڤيوليت كارسن في دور دوقة يورك
- جيل ديكسون في دور الملكة آن
- جين وينهام في دور الملكة إليزابيث
- أنتوني ڤالنتاين في دور مركيز دورسيت
- فرانك ويندزور في دور السير روبرت براكنبري
- تيموثي هارلي في دور صبي
- تيرينس لودج في دور السير جيمس تايريل
- تيموثي هارلي في دور رسول
- ديريك وير في دور رسول
- جون موراي-سكوت في دور رسول
- تيري وايل في دور السير كريستوفر أورسويك
- جيروم ويليس في دور هنري تيودور، إيرل ريتشموند
- جوليان غلوفر في دور إيرل أوف أوكسفورد
- مايكل ويلز في دور السير وولتر هيربرت
- جيفري ويكهام في دور السير جيمس بلونت
- نويل جونسون في دور دوق نورفولك
- باري جاكسون في دور إيرل سوري
- جون غرينوود في دور شبح الأمير إدوارد
- تيري سكالي في دور شبح الملك هنري السادس
- باتريك غارلاند في دور شبح كلارنس
- هيو جينز في دور شبح الملك إدوارد الخامس
- مايكل لويس في دور شبح ريتشارد أوف يورك

## روابط خارجية
- عصر الملوك - مقدمة المسلسل ونظرة عامة على الحلقات أرشيف تأملات تلفزيونية
- مجلس الأفلام والفيديو في الجامعات البريطانية
- عصر الملوك  على قاعدة بيانات الأفلام على الإنترنت (بالإنجليزية).
- عصر الملوك في Screenonline ( نسخة محفوظة 7 December 2014 على موقع واي باك مشين. )
- "ثورة التلفزيون" ( نسخة محفوظة 5 September 2014 على موقع واي باك مشين. )

قالب:Henriadقالب:Shakespeare tetralogy